# Rachid Dhibou
Rachid Dhibou est un réalisateur, producteur et scénariste français né en 1967.
Son premier long-métrage est le film Halal police d'État en 2011 écrit et joué par Éric et Ramzy.

## Biographie
Rachid Dhibou grandit à Valenton dans le Val-de-Marne, en région parisienne. Il étudie au collège Joliot Curie de 1978 à 1980.
En 1984, à 17 ans, en compagnie de son frère Youcef Dhibou et de leur ami Cyril Clavreuil, il enregistre le single Hip-hop (Smurf) "PNY" sous le label Carrère en 1984.
Il travaille dans un premier temps sur les making-of des productions de Luc Besson tel que Le Transporteur 3,  Banlieue 13 - Ultimatum , Arthur et la Vengeance de Maltazard, Les Aventures extraordinaires d'Adèle Blanc-Sec et enfin Arthur et la guerre des deux mondes.
Après plusieurs années de collaboration, Luc Besson lui propose de participer à un casting de réalisateurs où il sera ensuite choisi pour réaliser Halal police d'État le douzième film d'Éric et Ramzy. Le 13 octobre 2013, il crée sa société de production Derrière le futur avec sa collaboratrice Céline Olivaud qui tient le rôle de Présidente de la société alors que lui se nomme Directeur Général. Derrière le futur évolue sur les secteurs d'activités suivants : productions cinématographiques, vidéos et programme de télévision ; enregistrements sonores et édition musicale.
Il est également depuis juin 2012 intervenant à L'École de la Cité, dans l'enceinte de la Cité du cinéma.
En 2014, il réalise une série documentaire avec le comédien franco-haitien Jimmy Jean-Louis dont le premier volet s'intitule Jimmy Goes To Nollywood sélectionné en 2015 au PAFF - Pan African Film Festival- Los Angeles (États-Unis) puis diffusé sur Netflix US.

## Filmographie sélective

### Comme réalisateur
- 2011 : Halal police d'État
- 2015 : Jimmy Goes To Nollywood (documentaire)